# Andrei Koncealovski
Andrei Sergheievici Mihalkov-Koncealovski (rus. Андре́й Серге́евич Михалко́в-Кончало́вский), mai bine cunoscut ca Andrei Koncealovski (n. 20 august 1937, Moscova) este un regizor de film și scenarist rus. Filmografia sa cuprinde și câteva titluri în care a contribuit ca actor, producător sau chiar compozitor. A lucrat atât în U.R.S.S., cât și în Statele Unite ale Americii și Federația Rusă, dintre filmele pe care le-a regizat fiind mai cunoscute lungmetrajele Siberiada (1979) și Trenul evadării (1984).
În 2014 Koncealovski a primit Leul de Argint pentru regia filmului Poștașul (Belye nochi pochtalona Alekseya Tryapitsyna)

## Familia Mihalkov
S-a născut sub numele Andron în familia aristocratică Mihalkov. A adăugat numelui său pe acela al bunicului dinspre mamă (pictorul Piotr Koncealovski). Este fiul scriitorului pentru copii Serghei Mihalkov și fratele mai mare al regizorului Nikita Mihalkov (n. 1945). Alături de cel din urmă va colabora la realizarea mai multor filme; astfel, Andrei participă la scrierea scenariului pentru Sclava iubirii (1976), filmul lui Nikita, iar acesta din urmă joacă în filmele lui Andrei, Un cuib de nobili (1969) și Siberiada (1979).

## Activitate

### Studii. Primii ani
Koncealovski a studiat mai întâi muzica la Conservatorul din Moscova, pregătindu-se timp de zece ani pentru o carieră de pianist. A urmat Institutul de stat pentru cinematografie din Moscova, unde l-a avut ca profesor pe regizorul Mihail Romm. Lucrarea sa de diplomă, scurtmetrajul Băiatul și porumbelul (1961), a fost primul său film care a stârnit interesul criticii internaționale. În 1960 l-a cunoscut pe regizorul Andrei Tarkovski, ajutându-l la scrierea de scenarii pentru filmele Compresorul și vioara (1960), Copilăria lui Ivan (1962) și Andrei Rubliov (1966); în plus, Koncealovski a jucat rolul soldatului în Copilăria lui Ivan.

### Regizor sovietic
Lungmetrajul de debut al lui Koncealovski a fost produs în 1965, intitulându-se Primul învățător. Filmul a primit Cupa Volpi pentru Cea mai bună actriță (Natalia Arinbasarova) la Festivalul Internațional de Film de la Veneția, în 1966. A urmat Povestea Asiei Kliacina (1967; subtitlul filmului este: „...Care a iubit fără să se mărite”), a cărui difuzare nu a fost permisă de către cenzura sovietică mai devreme de 1988 (când Secretar General al Partidului Comunist al Uniunii Sovietice era Mihail Gorbaciov); scenariul filmului este o alegorie care pune sub semnul întrebării viitorul Rusiei Sovietice. Povestea personajului Asia va fi reluată de Koncealovski în 1994, în filmul-satiră politică Găina Riaba.
După cenzurarea peliculei Povestea Asiei Kliacina, Koncealovski operează o schimbare a orizontului în filmele sale. Următoarele două sunt inspirate din literatura rusă: Un cuib de nobili (1969, după romanul lui Ivan Turgheniev) și Unchiul Vania (1972, după tragicomedia lui Anton Cehov). În 1974 se lansează filmul cu cel mai mare succes comercial al lui Koncealovski, Romanță pentru îndrăgostiți, bazat pe un scenariu ce amintește de Umbrelele din Cherbourg (1964, film muzical semnat de francezul Jacques Demy). Subiectul aduce cu acela din Povestea Asiei Kliacina pentru construirea intrigii în jurul unui triunghi amoros. În 1976, scrie în colaborare cu Fridrih Gorenștein (care a adaptat romanul lui Stanisław Lem pentru filmul Solaris, regizat de Andrei Tarkovski și lansat în 1972) scenariul filmului fratelui său Nikita, Sclava iubirii.
Koncealovski se angajase încă din 1974 la construirea filmului Siberiada, monografie de proporții colosale (de peste trei ore și jumătate, durata variind de la o versiune la alta) finalizată în 1979, care prezintă istoria unui sat fictiv din Siberia, izolat de alte așezări, de-a lungul primelor șase decenii ale secolului XX. Intrigile satului reflectă schimbările politice și sociale din țară și noile interese în lume: cele două războaie mondiale, prăbușirea Imperiului Rus și instalarea comunismului, industrializarea. Filmul poate fi considerat prima superproducție sovietică cu un subiect altul decât războiul – în acea categorie intrând, de pildă, Război și pace (1968), de Serghei Bondarciuc. Siberiada a fost un film controversat în U.R.S.S., astfel încât obținerea Marelui premiu al juriului la Festivalul Internațional de Film de la Cannes din 1979 l-a determinat pe Koncealovski să se stabilească în Statele Unite ale Americii în 1980.

### Cariera americană și revenirea în Rusia
În 1995, a participat la proiectul aniversar a o sută de ani de la apariția cinematografului Lumière, intitulat Lumière și compania.

## Filmografie selectivă
- 1965 Primul învățător	(Первый учитель)
- 1969 Un cuib de nobili (Дворянское гнездо) – r. + s.
- 1970 Unchiul Vania (Дядя Ваня / Deadea Vanea) – r. + s.
- 1974 Romanță despre îndrăgostiți (Романс о влюблённых / Romans o vliublionnîh) – regie
- 1976 Sclava iubirii (Raba liubvi), regia Nikita Mihalkov – scenariu
- 1979 Siberiada (Сибириада) – regie